# Bactériémie

Relation entre SRIS et septicémie.

La bactériémie est définie par la présence d'une bactérie pathogène dans le sang circulant, authentifiée par des hémocultures positives. Cette présence peut être éphémère ou chronique et peut être accompagnée de signes cliniques ou non.
Une bactériémie peut être le point de départ d'un syndrome de réponse inflammatoire systémique (SRIS), d'un sepsis sévère ou non, voire dans les cas les plus graves d'un choc septique.
Une bactériémie peut être d'origine iatrogène, après une extraction dentaire, une endoscopie, une intervention chirurgicale ou la manipulation d'un foyer infectieux. Les germes passent alors la barrière des vaisseaux et pénètrent dans la circulation sanguine.
Le diagnostic d'une bactériémie se fait au laboratoire par la mise en évidence du germe sur une hémoculture.
Les bactériémies iatrogènes peuvent être prévenues par une antibiothérapie préventive ou antibioprophylaxie.